# Bricx Command Center
Bricx Command Center (BricxCC) ist eine integrierte Entwicklungsumgebung (IDE), mit der Programme in den Programmiersprachen Not eXactly C und Not Quite C für Lego Mindstorms NXT und andere programmierbare Bausteine geschrieben werden können. Mit Mindstorms ist es möglich, mit geringem Aufwand Roboter zu bauen und entwickeln.
BricxCC wurde ursprünglich 1998 von Mark Overmars geschrieben und später von John Hansen weiterentwickelt. Das Programm und sein Quelltext ist kostenlos unter der Mozilla Public License erhältlich.